# Anno
Un anno indica un periodo di tempo pari approssimativamente a quello impiegato dalla Terra per completare la sua orbita attorno al Sole. Stando alla definizione astronomica, un anno dovrebbe essere diviso in 365 giorni, 6 ore, 9 minuti e 9,54 secondi: questo è quello che viene chiamato "anno siderale" o "anno astrale".
Per motivi pratici, nel tempo si sono utilizzate altre definizioni. In particolare, al fine di ricondurre l'anno a un numero intero di giorni, nel calendario gregoriano (dove un anno è suddiviso in 12 mesi) si definisce anzitutto un anno pari a 365 giorni (detto anno civile o anno comune), introducendo i cosiddetti "anni bisestili" della durata di 366 giorni, per correggere la discrepanza con l'anno siderale.
L'anno è un'unità di misura del tempo non accettata dal sistema internazionale di unità di misura, dove si preferisce utilizzare i secondi, proprio a causa del fatto che l'anno non è costante in valore oltre a non essere direttamente riconducibile al numero di giorni. Per estensione, il termine "anno" si applica al periodo orbitale di qualsiasi pianeta; in tal caso "anno" viene fatto seguire da un aggettivo inerente al pianeta a cui si riferisce (ad esempio: "anno marziano" per riferirsi ad un anno del pianeta Marte).

## Storia
Già il filosofo, astronomo e matematico greco antico Talete di Mileto (640 a.C. - 548 a.C.), a detta di Diogene Laerzio, operò una suddivisione dell'anno in 365 giorni.
Nel II secolo a.C. Ipparco di Nicea, astronomo e matematico greco, calcolò che la durata dell'anno era di 365 giorni, 5 ore, 55 minuti e 12 secondi.

## Anno del calendario
Il calendario cerca di adeguarsi all'anno tropico, poiché le stagioni sono determinate da questo tipo di anno.
Per ragioni pratiche l'anno del calendario è composto da un numero intero di giorni. Nel calendario attualmente in uso della società occidentale, il calendario gregoriano, gli anni hanno 365 giorni. 
Allo scopo di tenerlo sincronizzato con l'anno tropico, ogni quattro anni il calendario conta 366 giorni. La principale eccezione al calendario gregoriano è il calendario islamico, un calendario lunare senza anni bisestili, nel quale le ricorrenze si spostano attraverso le stagioni.

### Durata dell'anno in giorni
Sebbene comunemente si tenda a pensare che la durata dell'anno espressa in giorni sia pressoché costante (365 giorni, 6 ore, 9 minuti e 9,54 secondi, secondo la definizione di anno siderale), in realtà il numero di giorni di cui è costituito un anno varia nel tempo, soprattutto se ci riferisce un arco di tempo molto lungo (ad esempio milioni di anni fa).
Ciò accade perché, nonostante la durata dell'anno (cioè il tempo che la Terra impiega a compiere un giro completo attorno al Sole) si mantenga pressoché costante nel tempo, la durata del giorno (cioè il tempo che la Terra impiega a compiere un giro completo su sé stessa) è variata, e varierà ancora, in maniera considerevole durante la storia della Terra, per cui il numero di giorni che compongono un anno non è costante.
Ad esempio, è stato stimato che la durata del giorno nelle prime fasi di vita della Terra fosse di 3 ore e 30 minuti. Si ritiene che prima della formazione della Luna, avvenuta probabilmente in seguito all'impatto di un protopianeta con la Terra, la durata del giorno fosse quasi un quarto della durata attuale (cioè 6 ore anziché 24).
Si è inoltre calcolato che nel Permiano (250-300 milioni di anni fa) il giorno durasse 22 ore e 24 minuti (per cui ad un anno sarebbero corrisposti 385 giorni), mentre nel Giurassico (145-200 milioni di anni fa) che il giorno durasse 23 ore e 36 minuti (per cui ne sarebbero occorsi 371 per fare un anno).
In definitiva, secondo gli studi svolti, negli ultimi 100 000 anni la durata del giorno sarebbe aumentata di 1,1 secondi, mentre negli ultimi 2 500 anni sarebbe aumentata di 5,75 centesimi di secondo, per cui il numero di giorni che costituiscono un anno sarebbe diminuito di conseguenza. Ciò è dovuto al fatto che l'energia che assicura la rotazione della Terra si dissipa lentamente nel tempo, anche a causa dell'effetto frenante delle maree.

## Anni astronomici
In astronomia, vengono definiti diversi tipi di anno:

### Anno siderale
Definisce il periodo in cui la Terra completa una rivoluzione della propria orbita, misurata relativamente a un insieme di punti di riferimento (come le stelle fisse). La sua durata media è di 365,256363051 giorni (365 d 6 h 9 min 10 s). La reale durata dell'anno varia, in quanto il movimento della Terra è influenzato dalla gravità della Luna e degli altri pianeti.

Schema dell'anno siderale

### Anno tropico
Il periodo in cui la Terra completa una rivoluzione, con riferimento alla struttura formata dall'intersezione tra l'eclittica (il piano su cui orbita la Terra) e il piano dell'equatore (il piano perpendicolare all'asse di rotazione della Terra). A causa della precessione degli equinozi, questa struttura arretra leggermente lungo l'eclittica, rispetto alle stelle fisse. Come conseguenza, l'anno tropico è leggermente più breve di quello siderale. La sua durata media corrisponde a 365,24218967 giorni (365 d 5 h 48 min 46,98 s).

Schema dell'anno tropico, che illustra il lieve cambio di direzione dell'asse terrestre dopo un giro attorno al Sole

### Anno anomalistico
Il periodo in cui la Terra completa una rivoluzione della sua orbita rispetto ai suoi apsidi. L'orbita terrestre è ellittica; i punti estremi dell'ellisse, chiamati apsidi, sono:
1. il perielio, dove la Terra è più vicina al Sole (attorno al 2 gennaio)
2. l'afelio, quando la Terra è più lontana dal Sole (attorno al 2 luglio).

A causa dell'interferenza gravitazionale degli altri pianeti, la forma e l'orientamento dell'orbita non sono fissi, e gli apsidi si spostano lentamente rispetto ai punti di riferimento. Per questo, l'anno anomalistico è leggermente più lungo dell'anno siderale. In media 365,259635864 giorni (365 d 6 h 13 min 52 s).

### Anno eclittico
Si definisce anno eclittico (o anno draconico) il periodo impiegato dal Sole (come viene visto dalla Terra) per completare una rivoluzione con riferimento a un nodo lunare, dell'orbita della Luna (il punto in cui l'orbita lunare interseca l'eclittica). Questo periodo è associato con le eclissi: avviene solo quando sia il Sole che la Luna sono vicini a uno di questi nodi; quindi le eclissi avvengono entro circa un mese ogni mezzo anno eclittico. Ci sono quindi due stagioni eclittiche ogni anno. La durata media dell'anno eclittico è di 346,620075883 giorni.

### Ciclo completo lunare
Similarmente all'anno eclittico, viene definito un periodo in cui il Sole (come viene visto dalla Terra) completa una rivoluzione con riferimento al perigeo dell'orbita lunare. Questo periodo, poco citato nella letteratura astronomica, è associato con la dimensione apparente della Luna piena, e anche con la durata variabile del mese sinodico. La durata di questo periodo è di 411,78443029 giorni (411 giorni 18 ore 49 min 34 s).

### Anno gaussiano
Dura 365 giorni, ed è derivato dalla "costante gravitazionale gaussiana" che viene espressa in unità del sistema solare.

### Anno giuliano
Base del calendario gregoriano, aveva una durata di 365,25 giorni.

### Anno besseliano
L'anno besseliano: è un anno tropico che inizia quando il Sole raggiunge la longitudine eclittica di 280°. Tale longitudine viene sempre raggiunta attorno al 1º gennaio. Prende il nome dall'astronomo e matematico del XIX secolo Friedrich Bessel.

## Simbolo
Sebbene non esista un simbolo ufficiale nel Sistema internazionale di unità di misura (SI), essendo tale unità di misura non contemplata da tale sistema, gli standard NIST SP811 e ISO 80000-3:2006 propongono il simbolo a, con i multipli ka, Ma, Ga, rispettivamente per 103, 106, 109 anni. Nel SI a è inoltre il simbolo per l'ara (un'unità di misura dell'area), ma si ritiene che ci sia sufficiente distanza semantica per evitare confusione. In ogni caso, l'uso delle abbreviazioni inglesi kya, mya, gya è fortemente sconsigliato nella geofisica moderna.